# Kryterium informacyjne Akaikego
Kryterium informacyjne Akaikego (AIC – od ang. Akaike Information Criterion) – zaproponowane przez Hirotugu Akaikego kryterium wyboru pomiędzy modelami statystycznymi o różnej liczbie predyktorów. Jest to jeden ze wskaźników dopasowania modelu. Na ogół model o większej liczbie predyktorów daje dokładniejsze przewidywania, jednak ma też większą skłonność do przeuczenia.
Akaike zaproponował, aby wybierać ten model dla którego najmniejsza jest wartość:
{\displaystyle AIC=-2\sum \limits _{j}\ln({\hat {\pi }}_{j})+2q,}
gdzie:
{\displaystyle {\hat {\pi }}_{j}} – estymowane prawdopodobieństwo, przy założeniach danego modelu, uzyskania takiej właśnie wartości obserwacji {\displaystyle j} jaka była naprawdę uzyskana,
{\displaystyle q} – liczba parametrów modelu.
Kryterium, wprowadzone początkowo w analizie szeregów czasowych, obecnie stosowane jest także w analizie regresji.
Należy podkreślić, że dokładniejszą metodą sprawdzania, czy model nie jest przeuczony, jest stosowanie walidacji krzyżowej.